# Łysiczka czeska
Łysiczka czeska (Psilocybe bohemica Šebek) – gatunek grzybów należący do rodziny Hymenogastraceae.

## Systematyka i nazewnictwo
Pozycja w klasyfikacji według Index Fungorum: Psilocybe, Hymenogastraceae, Agaricales, Agaricomycetidae, Agaricomycetes, Agaricomycotina, Basidiomycota, Fungi.
Synonimy nazwy naukowej:
- Psilocybe bohemica Šebek 1975
- Psilocybe serbica var. bohemica (Šebek) Borovička, Oborník & Noordel. 2011

Polską nazwę podają niektóre atlasy grzybów.

## Morfologia
Kapelusz
20–50 mm średnicy, higiograficzny, suchy jasnoochrowy, wilgotny rdzawobrązowy.
Blaszki
Blaszki na początku jasnobrązowe, z wiekiem ciemnobrązowe.
Trzon
Biały, połyskujący, siniejący, 50–80 mm.
Gatunki podobne
Psilocybe cyanescens występujący w Ameryce Północnej, ale stopniowo rozprzestrzeniający się także w Europie. Podobne są także Psilocybe serbica oraz Psilocybe mairei.

## Występowanie i siedlisko
Występuje głównie w Europie.
Jest rzadki, jego owocniki pojawiają się pojedynczo lub w grupach, na zbutwiałym drewnie, na kompoście, w ogrodach, parkach, na poboczach dróg.

## Znaczenie
Łysiczka czeska zawiera dość znaczne stężenie psychoaktywnych alkaloidów jak psylocybina i psylocyna. Po zażyciu około 2 gramów wysuszonej łysiczki czeskiej występują trwające 6 godzin psychodeliczne stany wizyjne. Działanie grzybów psylocybinowych bywa bardzo indywidualne i nieprzewidywalne, ale zwykle obejmuje: poprawienie humoru i podniesienie nastroju, zaburzenia percepcji, efekty wizualne oraz ogólną zmianę postrzegania zmysłowego.